# Confess My Love
Confess My Love es un videojuego de rol indie y una novela visual desarrollada por el grupo independiente LR Studios junto con la ayuda de otros subgrupos de desarrolladores indie. Su primer lanzamiento fue en China (lugar de donde proviene el videojuego) y el 20 de mayo de 2017, fue aceptado por la comunidad de Steam a través de su servicio Steam Greenlight (actualmente extinto), obteniendo gran aclamación de parte de los jugadores y llegando a tener más de un 90% de reseñas positivas.

## Argumento
La historia de este juego nos presenta como protagonista a Willie, quien está locamente enamorado de Liza, la chica del gran lazo amarillo. Willie lleva mucho tiempo preparándose para este momento, y cree que hoy es el día idóneo para por fin confesar su amor por ella. Este ha planeado esperar hasta final de clases, para poder declararse a ella a solas, sin que nadie les moleste.
Sin embargo, parece que esto no va a ser posible, ya que todavía queda una chica que aún no se ha ido, una chica misteriosa que está fastidiando todo el plan de Willie, Julie.
Conforme pasa el tiempo, Willie irá descubriendo que declararse no será tan fácil como él creía, e irá cada vez desistiendo más y a su vez, comenzará a sentir algo misterioso que le perturbará.

## Jugabilidad
Las mecánicas de este juego son bastantes básicas. El juego principalmente se basa en la exploración y diálogo. Tendrás que desarrollar estas acciones en una única habitación representada como un aula de clase, donde podrás hablar con quienes estén allí presentes, explorar el aula y todo lo que en ella hay y coleccionar unas piezas de puzle que, según vayas avanzando en la historia, irán apareciendo.
Aunque realmente el juego plantea como objetivo declararte a la chica que está sentada en la primera fila de clase, el verdadero objetivo de este es conseguir desbloquear los 20 finales alternativos, unos más complicados de conseguir que otros, para así poder avanzar en la verdadera historia oculta en un juego de mecánicas simples.
El control también es muy básico, ya que solo dispondrás del uso de las flechas de dirección y las teclas SHIFT, ESPACIO/ENTER/Z, ESC/X, CTRL y F5, este último para cambiar el tamaño de la ventana.
Al iniciar el juego, aparecerás en un escritorio mientras Willie comienza a hablar. Después de esa pequeña introducción, el juego comenzará.
Cuando este comience, tendrás como posibilidad hablar con Julie, hablar con Liza o explorar la habitación.
Si decides confesarte ante Liza, un diálogo se abrirá y, aparentemente, acabará el juego. Sin embargo, y como podrás ver tanto al final de este como en el tablón de anuncios que se ubica al principio de clase, tu progreso se guardará, y desbloquearás uno de los finales.

## Personajes

### Willie
El protagonista de la historia, un chico de familia adinerada que es pésimo para con las relaciones sociales. Es el personaje principal del juego y único personaje jugable.

### Liza
La co-protagonista del juego. Una chica de familia humilde que se queda hasta tarde en clase para acabar sus tareas, debido a que, por la tarde, se encuentra en su trabajo a tiempo parcial para mantener económicamente a su familia.

### Julie
Una chica misteriosa. Poco se sabe de ella, lo único relevante es que, por su insistencia a quedarse en clase, le está fastidiando los planes a Willie.

## Dificultad y guías
Debido a su intencionada falta de orientación (también se debe a que el juego no es muy complejo), uno de los puntos más destacados de este es su dificultad a la hora de completar los 20 finales, además de la obtención de todos sus logros. Por lo cual, los mismos creadores aconsejan y nos ofrecen el uso de la guía oficial (que también está disponible en otros idiomas) para poder completar así el juego.

## Recepción yConfess My Loveen otros idiomas
Como se comentó al principio, Confess My Love fue muy bien recibido por la comunidad de Steam, obteniendo +2.000 descargas y +1.500 reseñas en solo dos meses (de las cuales, un 94% son positivas).
Además, muchos usuarios se ofrecieron a aportar traducciones a otros idiomas para el juego de manera no remunerada, para ayudar a la globalización de este.
Estos son los idiomas actualmente disponibles del videojuego:
|                                       | Idioma                | Tipo de Traducción | Traducción Por     | Estado de la Traducción |
| ------------------------------------- | --------------------- | ------------------ | ------------------ | ----------------------- |
| Bandera de la República Popular China | Chino Simplificado    | Original           | LR Studios         | Completa                |
| Bandera del Reino Unido               | Inglés                | Original           | LR Studios         | Completa                |
| Bandera de España                     | Español               | Hecha por Usuario  | TheCrazyVagrantESP | Completa                |
| Bandera de Brasil                     | Portugués (Brasileño) | Hecha por Usuario  | Luazinho Couto     | Completa                |
| Bandera de Francia                    | Francés               | Hecha por Usuario  | Alex               | Completa                |
| Bandera de Rusia                      | Ruso                  | Hecha por Usuario  | Nero Chaos         | Cancelado               |

## Segunda parte
En la actualidad, ya está disponible la segunda parte del videojuego tanto en China como en Steam bajo el nombre de Transparent Black.
Actualmente solo se encuentra disponible en inglés, español y chino simplificado y, a diferencia de Confess My Love, este juego no es Free To Play.